# Approssimazione di Percus-Yevick
In meccanica statistica l'approssimazione di Percus-Yevick è un relazione di chiusura per risolvere l'equazione di Ornstein-Zernike; viene talvolta indicata come equazione di Percus-Yevick. Viene utilizzato comunemente in fluidodinamica per ottenere espressioni per la funzione di distribuzione radiale.

## Derivazione
La funzione di correlazione diretta rappresenta la correlazione fra due particelle in un sistema che ne contiene altre {\displaystyle N-2}. Può essere scritta come
{\displaystyle c(r)=g_{\rm {total}}(r)-g_{\rm {indirect}}(r)\,}
dove {\displaystyle g_{\rm {total}}(r)} è la funzione di distribuzione radiale, ovvero {\displaystyle g(r)=exp[-\beta w(r)]} (con w(r) potenziale) e {\displaystyle g_{\rm {indiretta}}(r)} è la funzione di distribuzione radiale senza l'interazione diretta fra le coppie {\displaystyle u(r)}; si scrive cioè {\displaystyle g_{\rm {indiretta}}(r)=exp^{-\beta [w(r)-u(r)]}}. Quindi si approssima {\displaystyle c(r)} con
{\displaystyle c(r)=e^{-\beta w(r)}-e^{-\beta [w(r)-u(r)]}\,}
Se si sostituisce la funzione {\displaystyle y(r)=e^{\beta u(r)}g(r)} nell'approssimazione per {\displaystyle c(r)} si ottiene 
{\displaystyle c(r)=g(r)-y(r)=e^{-\beta u}y(r)-y(r)=f(r)y(r)\,}
Questo è il punto chiave dell'approssimazione di Percus-Yevick: se si sostituisce il risultato nell'equazione di Ornstein-Zernike si ottiene l'equazione di Percus-Yevick:
{\displaystyle y(r_{12})=1+\rho \int f(r_{13})y(r_{13})h(r_{23})d\mathbf {r_{3}} \,}